# Beauty & the Beast
Beauty & the Beast (Bella y bestia en Chile y España) es una serie de televisión estadounidense de género dramático, basada en la serie de televisión del mismo nombre que fue emitida por la CBS a finales de la década de 1980. Protagonizada por Kristin Kreuk y Jay Ryan, esta nueva versión fue transmitida por la cadena The CW desde el 11 de octubre de 2012 hasta el 15 de septiembre de 2016, contando con setenta episodios divididos en cuatro temporadas.

## Argumento
Catherine "Cat" Chandler es una inteligente detective de homicidios que es perseguida por su trágico pasado. Cuando era una adolescente, Cat fue testigo del homicidio de su madre a manos de dos hombres armados, quienes la habrían asesinado también, de no ser por alguien — o algo — que la salvó. A pesar de que nadie le cree, ella sabe que no era un animal lo que atacó a los asesinos, aunque era extraño y aterrador, era humano. Años después del trágico suceso, Cat y su compañera Tess Vargas, investigando un nuevo caso, descubren una pista que la lleva hasta un apuesto médico llamado Vincent Keller, que se creía fue asesinado mientras prestaba servicio en Afganistán en 2002, pronto, Catherine descubrirá que Vincent fue quien la salvó años atrás, quien por razones misteriosas y ayudado por su amigo J.T., se ha visto obligado a vivir fuera de la sociedad tradicional durante diez años, ocultando un terrible secreto: fue parte de un experimento para desarrollar súper soldados, pero algo salió mal, así que posee una extraordinaria fuerza, junto con un gran olfato y oído. Es el único sobreviviente de dicho experimento, puesto que los demás fueron asesinados por el mismo gobierno que los creó. Catherine se compromete a proteger su identidad a cambio de ayuda para esclarecer el asesinato de su madre, así, Vincent pronto se convertirá en una parte esencial en el trabajo de la detective y Catherine descubrirá que confía en él como no ha confiado en ningún otro hombre y que, a pesar de los obstáculos entre ellos, ella se siente más segura con él que con  nadie más.

## Elenco principal
| Actor              | Personaje          | Temporada  | Temporada  | Temporada | Temporada |
| Actor              | Personaje          | 1          | 2          | 3         | 4         |
| ------------------ | ------------------ | ---------- | ---------- | --------- | --------- |
| Kristin Kreuk      | Catherine Chandler | Principal  | Principal  | Principal | Principal |
| Jay Ryan           | Vincent Keller     | Principal  | Principal  | Principal | Principal |
| Max Brown          | Evan Marks         | Principal  |            |           | Invitado  |
| Nina Lisandrello   | Tess Vargas        | Principal  | Principal  | Principal | Principal |
| Austin Basis       | J.T. Forbes        | Principal  | Principal  | Principal | Principal |
| Brian White        | Joe Bishop         | Principal  |            |           |           |
| Sendhil Ramamurthy | Gabriel Lowen      | Principal  | Principal  |           |           |
| Amber Skye Noyes   | Tori Windsor       |            | Principal  |           |           |
| Nicole Anderson    | Heather Chandler   | Recurrente | Recurrente | Principal | Principal |

## Episodios
| Temporada | Temporada | Episodios | Emisión original      | Emisión original         |
| Temporada | Temporada | Episodios | Inicio                | Final                    |
| --------- | --------- | --------- | --------------------- | ------------------------ |
|           | 1         | 22        | 11 de octubre de 2012 | 16 de mayo de 2013       |
|           | 2         | 22        | 7 de octubre de 2013  | 7 de julio de 2014       |
|           | 3         | 13        | 11 de junio de 2015   | 3 de noviembre de 2015   |
|           | 4         | 13        | 2 de junio de 2016    | 15 de septiembre de 2016 |

## Desarrollo

### Producción
Oficialmente, la CW comenzó a desarrollar la serie en septiembre de 2011. El proyecto ha sido descrito como "una romántica historia de amor actual con un toque policíaco", a diferencia de la serie original, que era un drama romántico con elementos de misterio y suspenso. La serie es el primer proyecto que el nuevo presidente del canal, Mark Pedowist, desarrolló para la cadena.
La cadena ordenó un piloto de la serie en enero de 2012. El piloto de la serie fue filmado en Canadá, del 22 marzo al 2 de abril de 2012. Fue recogido por The CW el 11 de mayo de 2012 para desarrollar una serie que se estrenará este otoño durante la temporada televisiva 2012-13, el 11 de octubre de 2012.
El 9 de noviembre de 2012, la serie recibió una temporada completa de 22 episodios.

### Casting
Kristin Kreuk fue elegida para interpretar el papel principal de Catherine Chandler, el 16 de febrero de 2012, y Jay Ryan fue elegido en el papel de Vincent Keller (la Bestia), el 2 de marzo de 2012. Anteriormente, el apellido de Vincent era Koslow. En la serie original, Vincent no tenía apellido. Nina Lisandrello y Nicole Anderson fueron añadidas al elenco, con Lisandrello interpretando a Tess Vargas, la compañera y mejor amiga de Catherine; mientras que Anderson obtuvo el rol recurrente de Heather Chandler, la hermana menor de Catherine. Finalmente, Max Brown fue elegidio para interpretar el personaje de Evan Marks, un médico que está enamorado de Catherine que esta dispuesto a sacrificarse por ella.

### Renovación
El 26 de abril de 2013, The CW renovó la serie para una segunda temporada, que contó con 22 episodios y fue estrenada el 7 de octubre de 2013.
El 8 de mayo de 2014, The CW anunció la renovación de la serie para una tercera temporada de 13 episodios, que fue estrenada el 21 de mayo de 2015.
El 13 de febrero de 2015, la serie fue renovada para una cuarta temporada. El 13 de octubre de 2015, The CW anunció que la cuarta temporada sería la última Fue estrenada el 2 de junio de 2016 y finalizó el 15 de septiembre de 2016.

## Otros medios

### Novelas
Una serie de novelas que siguen la continuidad de la serie fueron escritas por Nancy Holder y publicadas por Titan Books. La primera novela Beauty & the Beast: Vendetta fue publicada el 25 de noviembre de 2014. Beauty & The Beast: Some Gave All, la segunda de las novelas fue publicada el 31 de marzo de 2015; y la tercera novela fue lanzada el 31 de mayo de 2016 bajo el título Beauty & the Beast: Fire at Sea.